# Conception paramétrique
La conception paramétrique, ou architecture paramétrique ou encore modélisation paramétrique est un mode de fonctionnement des logiciels de conception assistée par ordinateur actuels[Quand ?](CAO). Il s'agit de définir une entité par des paramètres qui peuvent être modifiés facilement. De cette façon, on change aisément la définition de la pièce. Ils permettent d'expérimenter un grand nombre d'alternatives a un problème ou une contrainte rapidement.
Les paramètres peuvent être de plusieurs types : intrinsèques (longueurs, angles), cartésiens (coordonnées par rapport à un repère), situationnels (distance, angle entre 2 éléments)
Une contrainte est un paramètre que l'on ne veut pas pouvoir modifier.

Différentes fonctions logicielles en conception paramétrée

## Fonctions
Les logiciels de CAO paramétrique se caractérisent par la présence d'un historique.
Cet historique est généralement représenté sous la forme d'un arbre reprenant les différentes opérations effectuées, appelées fonctions (feature en anglais, d'où l'appellation anglaise Parametric feature based modeler). Ces fonctions sont généralement créées à partir d'esquisses variationnelles. 
Les différents types de fonctions d'un logiciel de CAO paramétrique mécanique généraliste sont :
- extrusion : à partir d'une esquisse, par enlèvement ou ajout de matière
- révolution : à partir d'une esquisse, par enlèvement ou ajout de matière
- arrondi
- balayage
- chanfrein
- dépouille
- coque
- découpe par une surface ou un plan (nécessite une représentation interne B-Rep)
- lissage entre surfaces

En règle générale la représentation interne du modèle est de type B-Rep et NURBS.

## Logiciels de CAO utilisant la conception paramétrique
- 3Design
- Autodesk Inventor Autodesk Fusion 360
- CATIA
- FreeCAD, logiciel libre multi-plateformes.
- Grasshopper 3D
- OpenSCAD, logiciel libre multi-plateformes.
- Open CASCADE
- PTC Creo Parametric (anciennement Pro/Engineer) de l'éditeur Parametric Technology Corporation
- Onshape
- Revit
- Rhinocéros 8
- SALOME (logiciel) : en utilisant Shaper.
- Solid Edge
- Solidworks
- SolveSpace (en)
- Top Solid
- Dietrich's